# Amphiophiura confecta
Amphiophiura confecta är en ormstjärneart som först beskrevs av Jean Baptiste François René Koehler 1930.  Amphiophiura confecta ingår i släktet Amphiophiura och familjen fransormstjärnor. Inga underarter finns listade i Catalogue of Life.